# ジャンパ連結器
ジャンパ連結器（ジャンパれんけつき）は、ジャンパカプラ、もしくは単にジャンパともいい、鉄道車両の制御回路や冷房などの電源回路を接続・連結するものである。通常、ジャンパ線（ジャンパせん）ジャンパ栓（ジャンパせん）とジャンパ線受（ジャンパせんうけ）からなる。

## 概要
| 営団6000系電車車体側ジャンパ線受  |  | 東急5050系の固定編成中間車連結間ジャンパ線、手前から元空管、主回路三相線2本、電源回路三相線、車内表示器用同軸線、接地線、（連結器）、母線、制御用ジャンパ線2本の順  |
| 営団6000系電車 車体側ジャンパ線受 |  | 東急5050系の固定編成中間車連結間 ジャンパ線、手前から元空管、主回路三相線2本、電源回路三相線、車内表示器用同軸線、接地線、（連結器）、母線、制御用ジャンパ線2本の順 |

ジャンパ線は太いケーブル状になっており、この中に必要な芯数のケーブルをまとめてある。長さは1m程度で前後の車体側接続部分コネクタがメスで、差し込まれる車体側のジャンパ栓はオスである。
設計年次の古い車両での制御用ジャンパ線は芯数が少なく複数本が使用されていたが、1990年代以降は多芯化されたジャンパ線1本での接続という傾向がある。
連結器が鉄道車両同士を機械的に連結するのに対し、ジャンパ線は車両間の制御信号や電源の橋渡しとなる。これにより、動力分散方式の電車や気動車では10両を越えるような長大編成でも一人の運転士で一括操作できる総括制御が可能になる。
自動解結装置が設置されている鉄道車両ではジャンパ連結器は不要になるため撤去されることが多いが、未設置の車両との連結を考慮して、廃車まで残されることもある。

## その他
列車として走るには、他にブレーキ管などの空気ホースも連結されている必要があるが、密着連結器や電気連結器の普及によりブレーキ管もジャンパ栓も密着連結器内部や外部に一体化されていることがあり、連結解放がワンタッチでできるようになってきている。